# Navegación basada en la performance

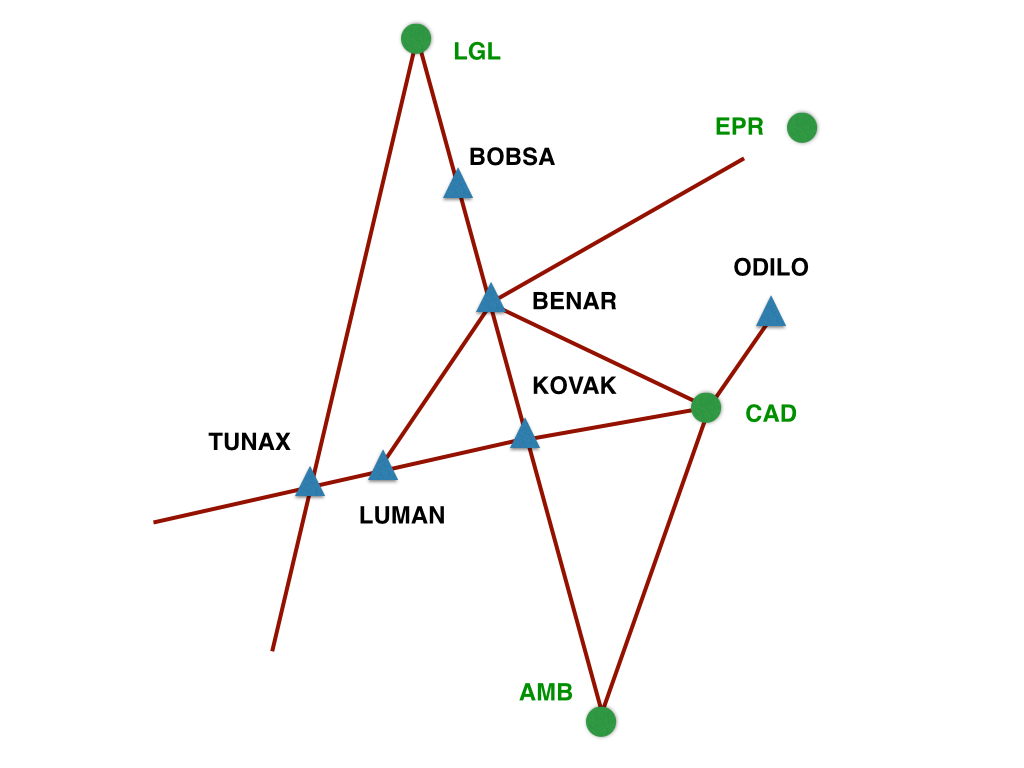
Rutas RNAV del sur de París.

La navegación basada en el desempeño (PBN del inglés performance-based navigation) especifica que los sistemas de desempeño requeridos en navegación (RNP del inglés Required Navigation Performance) y navegación de área (RNAV del inglés area navigation) sean definidos según los términos de precisión, integridad, disposición, continuidad y funcionalidad requeridos para las operaciones propuestas en el contexto de un espacio aéreo particular, cuando está respaldado por una infraestructura de navegación apropiada.

## Descripción
Históricamente, los requisitos de la navegación aérea han sido detallados directamente en términos de sensores (radiofaro de navegación y/o waypoints). Un requisito de la navegación que incluye una necesidad adicional para el seguimiento y control del desempeño en la navegación a bordo y las alertas es una especificación de desempeño requerida en navegación (RNP), mientras que en el caso de no tener esos requerimientos nos referimos a ella como requisito de navegación de área (RNAV).
Los requerimientos de actuación se nombran en las especificaciones de navegación, en donde también encontramos la elección de los sensores de navegación y el equipamiento que debe ser usado para llegar a los requerimientos de desempeño. Estas especificaciones también ofrecen guías para puestas en prácticas particulares con el objetivo de facilitar la coordinación global.
En un nivel más bajo que PBN, los requerimientos genéricos de navegación se definen primero basándose en los requisitos operacionales. Es entonces cuando las autoridades de aviación civil evalúan las opciones teniendo en cuenta la tecnología y los servicios de navegación disponibles y escogen una solución, donde esta será la más rentable para la autoridad de aviación, al contrario que una solución establecida como parte de los requisitos operacionales. La tecnología puede evolucionar con el tiempo sin la necesidad de que la operación en si sea revisada, siempre que la actuación requerida sea provista de sistemas RNAV o RNP.
El PBN ofrece un amplio rango de ventajas sobre el método de sensores específicos de desarrollo de criterios para la localización de obstáculos y espacios aéreos:
1. Reduce la necesidad de mantener rutas y procedimientos exclusivos de algunos sensores. Por ejemplo, mover un único VOR puede impactar en docenas de procedimientos, puesto que un VOR puede ser usado en rutas, aproximaciones de VOR, aproximaciones fallidas, etc. Añadiendo nuevos procedimientos específicos para sensores se aumentaría este coste, lo cual unido al rápido crecimiento de los sistemas de navegación disponibles, haría que pronto las rutas y procedimientos de uso exclusivo de sensores fueran demasiado caros.
2. Evitar la necesidad de desarrollar operaciones específicas de sensores con cada nueva evolución de los sistemas de navegación, lo cual degeneraría en un coste desorbitado. Se espera que la expansión de los servicios de navegación por satélite contribuya a la continua diversificación de los sistemas RPN y RNAV en distintas aeronaves. El equipamiento básico original del sistema global de navegación por satélite (GNSS) está evolucionando debido al desarrollo al que se están viendo sometidos sistemas tales como el Sistema de Aumento Basado en Satélites (SBAS), o el Sistemas de Aumento basados en el Suelo (GBAS) y los Sistemas Regionales de Aumento basados en el Suelo (GRAS), mientras que la introducción de Galileo y la modernización del Sistema de Posicionamiento Global (GPS) y el Sistema de Satélites de Navegación Global (GLONASS) impulsarán la mejora del desempeño del GNSS. El uso de sistemasa GNSS/inerciales integrados también está aumentando.
3. Permite un uso más eficiente del espacio aéreo (planteamiento de las rutas, eficiencia de combustible y mitigación de ruidos).
4. Aclara cómo funcionan los sistemas RNAV.
5. Facilita el proceso de aprobación de las operaciones para las autoridades de aviación civil aportandoles un conjunto limitado de especificaciones de navegación previsto para un uso generalizado.

Dentro de un espacio aéreo, los requerimientos del PBN estarán afectados por las circunstancias de la comunicación, la vigilancia electrónica y el control de tráfico aéreo (ATC), la infraestructura de navaid y la capacidad funcional y operacional necesitados para llegar al ATM application. Los requerimientos de PBN también dependen de la redundancia en los sistemas no-RNAV de navegación que estén disponibles, y también que grado de redundancia se requiere en sí mismos para asegurar la continuidad de las operaciones.
Para conseguir mejores ganancias de eficiencia y capacidad, que son en parte posibles gracias al RNAV y el RNP, la FAA persiguira el uso de datos de comunicación y mejoras en seguridad.

## Impacto en la planificación del espacio aéreo
Cuando la separación mínima y el espaciado de la ruta son determinados usando un procedimiento convencional basado en sensores, los datos de desempeño de navegación usados para determinar la separación mínima o el espaciado de ruta dependen de la precisión de los datos brutos de las ayudas de navegación específicas tales como VOR, DME o NDB. En contraste, el PBN requiere un sistema RNAV que integra datos brutos de navegación para proveer un posicionamiento y una solución de navegación. En la determinación de la separación mínima y el espaciado de la ruta es usado este "output" del desempeño de la navegación integrada. 
La desempeño de navegación requerida desde el sistema RNAV es parte de la especificación de la navegación. Para determinar la separación mínima y el espaciado de la ruta, los organizadores del espacio aéreo se aprovechan al máximo de la parte de la especificación de navegación que describe la desempeño requerida del sistema RNAV. Los organizadores del espacio aéreo también hacen uso del desempeño necesaria (exactitud, integridad, disponibilidad y continuidad) para determinar el espaciado de la ruta y la separación mínima.
En el espacio aéreo controlado por procedimientos, la separación mínima y el espaciado de la ruta en las especificaciones de RPN deben proveer un mayor beneficio que aquellos basados en las especificaciones del RNAV. Esto se debe a que la desempeño a bordo monitorizada y la función de alerta podrían paliar la ausencia del servicio de vigilancia ATS al proveer de una alternativa que mitigue los riesgos.

## Transición al PBN
Se espera que en un futuro todas las utilidades del RNAV y RNP identifiquen los requerimientos de la navegación mediante el uso de las especificaciones del desempeño en lugar de definir los sensores específicos de la navegación.

## Alcance
Por razones de herencia asociadas con el concepto del RNP previo, el PBN está limitado a operaciones con las necesidades del desempeño lineal lateral y a las restricciones de tiempo. Por esta razón, las operaciones con necesidades de desempeño angular lateral (por ejemplo operaciones de aproximación y aterrizaje con guía vertical GNSS—procedimiento de aproximación con guía vertical APV-I y APV-II), del mismo modo que ILS y MLS no son considerados. Al contrario que la monitorización lateral y la guía de obstáculos, para sistemas barométricos VNAV no existe ni alerta de error vertical ni una relación bilateral entre la precisión total del sistema del 95% requerida y el límite de desempeño. Por ello, el VNAV barométrico no se considera un RNP vertical.

## Monitorización y alerta del desempeño a bordo
La monitorización del desempeño a bordo y la alerta es el principal elemento que determina si el sistema de navegación cumple con los niveles de seguridad necesarios asociados con una aplicación RNP; esto está relacionado con el desempeño lateral y longitudinal; y permite a la tripulación detectar que el sistema de navegación no está consiguiendo, o no puede garantizar con una integridad de 10−5 , el desempeño de navegación requerida para la operación. 
El sistema RNP provee de mejoras en la integridad de las operaciones. Esto puede permitir un espaciado de la ruta más ceñido y puede aportar la suficiente estabilidad para permitir que únicamente se utilicen los sistemas RNAV para la navegación en un espacio aéreo determinado. El uso de sistemas RNP puede por tanto ofrecer una seguridad significativa y beneficios tanto operacionales como de eficiencia.
La monitorización a bordo y las capacidades de alerta cumplen dos necesidades, una a bordo de la aeronave y otra en el diseño del espacio aéreo. La garantía del desempeño de los sistemas aéreos es implícita para las operaciones RNAV. Basándonos en los criterios de navegabilidad existentes, los sistemas RNAV son solo necesarios para mostrar la función que se pretende y el desempeño usando necesidades explícitas que son ampliamente interpretadas. El resultado es que mientras que el desempeño del sistema RNAV nominal puede ser muy buena, se caracteriza por la variabilidad de la funcionalidad del sistema y el desempeño de vuelo asociada. Los sistemas RNP aportan medios para minimizar la variabilidad y aseguran operaciones de vuelo confiables, inofensivas y predecibles.
La monitorización y alerta del desempeño a bordo permiten a la tripulación detectar si el RNP satisface o no el desempeño requerida en las especificaciones de la navegación.  La motorización y alerta del desempeño a bordo se relaciona con ambos desempeños de navegación: lateral y longitudinal. 
La monitorización y alerta del desempeño a bordo se preocupa del desempeño del sistema de navegación de área.
- a bordo significa explícitamente que la monitorización y alerta del desempeño e respectiva a bordo de la aeronave y ningún otro lugar, por ejemplo usando un sistema de ruta basado en el suelo o vigilancia ATC. El elemento de monitorización de la monitorización y alerta de desempeño relacionados con errores técnicos de vuelo (FTE) y errores de sistemas de navegación (NSE). Los errores de definición de ruta (PDE) están limitados por la integridad de la base de datos y los requerimientos funcionales de la ruta definida, y es considerado insignificante.

- monitorización se refiere a la monitorización de la desempeño de la aeronave a la vista de sus habilidades para determinar el error de posicionamiento y/ o seguir la ruta deseada.

- alerta se refiere a la monitorización: si el desempeño del sistema de navegación de la aeronave no es demasiado bueno, esto será alertado a la tripulación.

## Funciones específicas del RNAV y RNP
Las operaciones de vuelo fundamentadas en el desempeño están basadas en la capacidad para asegurar rutas de vuelo confiables, inofensivas y predecibles para la eficiencia y la capacidad mejorada en operaciones y planteadas. La implementación de operaciones de vuelo basadas en el desempeño requiere solo de las tradicionalmente dadas por el sistema RNAV, pero también puede requerir de funciones específicas para mejorar los procedimientos, y operaciones de espacio y tráfico aéreo. Las capacidades del sistema para establecer radios de ruta fijos, RNAV o RNP, y compensaciones laterales se incluye en esta categoría. 

### Rutas de radio fijo
Los radios de ruta fijos (FRP) toman dos formas:
1. tipos que deberían ser usados cuando hay una necesidad de una ruta con un radio de curvatura específico para un proceso de aproximación o una terminal. La pierna RF es definida por el radio, el arco de circunferencia y fijo. Los sistemas RNP que apoyan este tipo de pierna proveen de la misma habilidad para ajustarse a la precisión que debe ser mantenida en la trayectoria durante el giro como en fragmentos rectos. Los ángulos límite para los diferentes tipos de aeronaves y alas son tomados en cuenta en el diseño de procedimiento.
2. Los radios fijos de transición (FRT) se pretenden usar en procedimientos en ruta. Estos giros tienen dos posibles radiales, 22.5 NM para rutas a altas altitudes (sobre FL 195) y 15 NM para rutas a bajas altitudes, usando tales elementos de ruta en una ruta RNAV se permite la mejora en el uso de espacios aéreos a través de rutas paralelas con espaciamiento ceñido.

### Giros en vuelos de reconocimiento
Los vuelos de reconocimiento son una característica clave de las rutas NAV. Los sistemas RNAV usan información de la velocidad de la aeronave, el ángulo, el viento y el ángulo de cambio para calcular un giro de ruta con transición limpia de un segmento a otro segmento de uno distinto. Sin embargo, debido a que los parámetros que afectan al radio de giro pueden variar de un avión a otro, del mismo modo que por condiciones cambiantes en velocidad y viento, el punto de inicio y el área de giro pueden cambiar.  

### Hipódromos
Los sistemas RNAV facilitan las especificaciones del hipódromo al permitir la definición del curso de llegada al waypoint pertinente, la dirección de giro y tiempo o distancia en los segmentos rectos, así como planear la salida. Para sistemas RNP, cabe aun la posibilidad de mejora en este respecto.  Estas mejoras del RNP incluirían el vuelo de reconocimiento a la entrada, la minimización del espacio aéreo protegido necesario en la zona de no espera del hipódromo, de forma congruente con los límites que el RNP implica. Donde se aplique la espera RNP, se sugiere un máximo de RNP 1, ya que valores menos estrictos afectarían negativamente al uso y diseño del espacio aéreo.  

### Entrada en gota
Los sistemas RNAV pueden ayudar a la tripulación a calcular la entrada en gota lateral para una ruta definida. Generalmente las entradas en gota se pueden especificar en incrementos desde 1NM hasta 20NM. Cuando la entrada en gota lateral se activa en el sistema RNAV, el RNAV de la aeronave partirá de la ruta definida y por lo general interceptará la entrada en gota con un ángulo de 45° o menos. Cuando la entrada en gota se cancele, la estructura vuelve a la ruta definida de forma similar. Dichas entrada en gota pueden ser usadas de dos maneras: estratégicamente, por ejemplo una entrada en gota fija para la longitud de la ruta; o tácticamente, por ejemplo temporalmente. La mayoría de los sistemas RNAV interrumpen las entradas en gota cuando se encuentran en el área de la terminal o en el comienzo de un procedimiento de aproximación, en una espera de RNAV, o durante cambios de curso de 90° o más. 

## Especificaciones mínimas de desempeño de navegación
Las operaciones en el espacio aéreo del norte del Atlántico están obligadas a llevar unas especificaciones de desempeño mínimas (MNPS). Las especificaciones del MNPS han sido expresamente excluidas del PBN debido a su naturaleza de obligatoriedad y a que futuras implementaciones del MNPS no han sido aún concebidas.

## Futuras mejoras
Es probable que las aplicaciones de navegación evolucionen de las dos a las tres o cuatro dimensiones, aunque las escalas de tiempo y las necesidades operacionales son por el momento difíciles de determinar. Consecuentemente, la monitorización del desempeño a bordo y la alerta están todavía por evolucionar en el plano vertical ( RNO vertical) y el trabajo que se está realizando tiene como objetivo poner en consonancia los requerimientos de desempeño longitudinales y lineales. Las necesidades de desempeño angulares asociadas con la aproximación y el aterrizaje serán incluidas en el ámbito del PBN en el futuro. De forma similar, las necesidades para apoyar la navegación específica de helicópteros y otros requisitos funcionales pueden ser del mismo modo incluidas.